# Plusiodonta tripartita
Plusiodonta tripartita là một loài bướm đêm trong họ Noctuidae.